# SN 1968Q
SN 1968Q – supernowa odkryta 21 sierpnia 1968 roku w galaktyce A011854+0456. W momencie odkrycia miała maksymalną jasność 18,50m.